# Leon Bazyli Sapieha
Pour les articles homonymes, voir Leon Sapieha et Sapieha.
Leon Bazyli Sapieha (né le 20 mars 1652 – mort le 9 novembre 1686 à Varsovie), membre de la noble famille Sapieha, général d'artillerie, trésorier de la cour de Lituanie,

## Biographie
Leon Bazyli Sapieha est le fils de Paweł Jan Sapieha et de Anny Barbary Kopeć.